# Tuofeng (sockenhuvudort i Kina, Shanxi Sheng, lat 39,62, long 113,45)
Tuofeng är en sockenhuvudort i Kina. Den ligger i provinsen Shanxi, i den norra delen av landet, omkring 210 kilometer norr om provinshuvudstaden Taiyuan. Antalet invånare är 10 398. Befolkningen består av 5 155 kvinnor och 5 243 män. Barn under 15 år utgör 17,0 %, vuxna 15-64 år 72 %, och äldre över 65 år 10,0 %.
Runt Tuofeng är det ganska tätbefolkat, med 172 invånare per kvadratkilometer. Närmaste större samhälle är Dalinhe, 10,2 km sydväst om Tuofeng. Trakten runt Tuofeng består i huvudsak av gräsmarker.
Genomsnittlig årsnederbörd är 695 millimeter. Den regnigaste månaden är juli, med i genomsnitt 172 mm nederbörd, och den torraste är januari, med 4 mm nederbörd.